# Drongelen
Drongelen – wieś położona nad częścią Mozy nazywaną Bergse Moza, w gminie Aalburg w Brabancji Północnej, w Holandii. Wieś zamieszkana była w 2010 przez 402 osób.

## Opis wsi
Między Drongelen i Waalwijk (miejscowość położona na przeciwnym brzegu Bergse Moza) kursuje prom.
Podczas II wojny światowej większa część Drongelen uległa zniszczeniu.

## Zabytki
We wsi znajduje się zabytkowy Kościół Reformowany (Burgemeester D.A. van der Schansstraat 2).